# 음력 6월 11일
음력 6월 11일은 음력 6월의 11번째 날이다.

## 사건
- 1455년 (윤달) - 단종이 수양대군에게 전위하여 세조가 즉위하다. (율리우스력 7월 25일)
- 1522년 - 조선 중종 17년, 전라도 신달량(新達梁)에 왜선이 침입하다.
- 1559년 - 조선 명종 14년, 제주에 침입한 왜선 2척을 나포하다.
- 1583년 - 조선 선조 16년, 김지(金墀)가 새로 만든 승자총통을 여진과의 싸움에 사용하다.
- 1662년 - 조선 현종 3년, 충청도에 큰비가 내려 진천(鎭川)·보은(報恩) 등의 인가가 떠내려가다.
- 1729년 - 조선 영조 5년, 오가작통법(五家作統法)·이정법(里定法)·호적법(戶籍法)을 강화하다.
- 2013년 - 충청남도 태안군에서 해병대 캠프에 참가했던 공주대학교 사범대학 부설고등학교 학생들 5명이 해상훈련을 하다가 급류에 흽쓸려 실종되었다. 이후 실종자 5명 전원이 시신으로 발견되었다.

## 문화
- 1433년 - 조선 세종 15년, 《향약집성방(鄕藥集成方》을 유효통(兪孝通)·노중례(盧重禮)·박윤덕(朴允德)이 편찬하다.
- 1761년 - 조선 영조 37년, 황해도 해주의 수양산 형제동(首陽山兄弟洞)에 백이(伯夷)·숙제(叔齊)를 제사지낼 사우를 만들어 청성묘(淸聖廟)를 만든 지 회갑(回甲)이 되어 제사 지내게 하다.
- 1997년 - 경상남도 울산시가 울산광역시로 승격되다.

## 탄생
- 1970년 - 대한민국의 희극인 강호동.

## 같이 보기
- 음력 360일: 1월 2월 3월 4월 5월 6월 7월 8월 9월 10월 11월 12월
- 전날:6월 10일 다음날:6월 12일 - 전달:5월 11일 다음달:7월 11일
- 양력:6월 11일
- 음력, 윤달